# Wilson Varela
Wilson Varela (ur. 3 sierpnia 1995 w Assomadzie) – francuski zawodnik mieszanych sztuk walki (MMA) pochodzący z Republiki Zielonego Przylądka oraz były kick-boxer. Od 2022 roku zawodnik polskiej organizacji KSW, w której zajmuje 2 miejsce w oficjalnym rankingu wagi lekkiej. Od 29 marca 2025 roku mistrz organizacji Hexagone MMA w wadze lekkiej.

## Kariera MMA
Po przegranej walce o pas mistrzowski KSW z Salahdinem Parnassem, ogłosił zakończenie kariery. Mimo podjęcia takiej decyzji, na początku lutego 2025 roku ogłoszono, że wróci do rywalizacji i 29 marca 2025 w walce wieczoru gali Hexagone MMA 25 zawalczy z Nicolae Bivolem o pas mistrzowski organizacji Hexagone MMA w wadze lekkiej. Varela już w pierwszej rundzie poddał duszeniem trójkątnym nogami Mołdawianina, sięgając tym samym po mistrzostwo.

## Osiągnięcia

### Mieszane sztuki walki
- Hexagone MMA
  - 2025-nadal: Mistrz Hexagone MMA w wadze lekkiej[4]
- Konfrontacja Sztuk Walki
  - Bonus za nokaut wieczoru (dwa razy) vs. Gracjan Szadziński (2023)[7], Sebastian Rajewski (2023)[8]

### Kick-boxing
- Wako Pro
  - 2023: Mistrz Wako Pro w kat. do 75 kg (formuła K-1)[9]

## Lista zawodowych walk w MMA
| Wynik     | Bilans | Przeciwnik (bilans przed walką)  | Rozstrzygnięcie                             | Runda | Czas | Rozgrywki                                           | Data       | Miejsce       | Uwagi                                                            |
| --------- | ------ | -------------------------------- | ------------------------------------------- | ----- | ---- | --------------------------------------------------- | ---------- | ------------- | ---------------------------------------------------------------- |
| Wygrana   | 13-6   | Nicolae Bivol (6-1)              | Poddanie (duszenie trójkątne nogami)        | 1     | 4:30 | Hexagone MMA 25                                     | 29.03.2025 | Poitiers      | Zdobył pas mistrzowski Hexagone MMA w wadze lekkiej. Main Event. |
| Przegrana | 12-6   | Salahdine Parnasse (19-2)        | TKO (ciosy pięściami w parterze)            | 2     | 1:00 | XTB KSW 101: Le Classique                           | 20.12.2024 | Nanterre      | Pojedynek o pas mistrzowski KSW w wadze lekkiej. Main Event      |
| Wygrana   | 12-5   | Marian Ziółkowski (25-8-1. 1 NC) | TKO (kontuzja barku)                        | 2     | 2:31 | XTB KSW 93: Parnasse vs. Mircea                     | 06.04.2024 | Paryż         | Co-Main Event                                                    |
| Wygrana   | 11-5   | Sebastian Rajewski (12-8)        | KO (kopnięcie frontalne na korpus)          | 1     | 0:16 | XTB KSW 89: Bartosiński vs. Parnasse                | 16.12.2023 | Gliwice       | Bonus za nokaut wieczoru.                                        |
| Wygrana   | 10-5   | Łukasz Rajewski (12-8. 1 NC)     | Decyzja (jednogłośna)                       | 3     | 5:00 | XTB KSW 85: Parnasse vs. Ruchała                    | 19.08.2023 | Nowy Sącz     | Limit umowny -72 kg. Rajewski przekroczył zakontraktowany limit. |
| Wygrana   | 9-5    | Gracjan Szadziński (9-5)         | TKO (kolano i ciosy pięściami)              | 1     | 4:28 | KSW 82: Hooi vs. Grzebyk                            | 13.05.2023 | Warszawa      | Bonus za nokaut wieczoru.                                        |
| Wygrana   | 8-5    | Tapiwa Katikati (5-1)            | KO (cios)                                   | 1     | 0:20 | UAE Warriors 38: Africa 5                           | 17.03.2023 | Abu Zabi      |                                                                  |
| Wygrana   | 7-5    | Kacper Bróździak (4-3)           | Poddanie (duszenie gilotynowe)              | 2     | 1:28 | Hexagone MMA 6                                      | 22.01.2023 | Paryż         |                                                                  |
| Przegrana | 6-5    | Islam Reda (7-1)                 | Decyzja (jednogłośna)                       | 3     | 5:00 | Hexagone MMA 4                                      | 28.08.2022 | Dubaj         |                                                                  |
| Przegrana | 6-4    | Michael Dufort (9-4)             | Decyzja (jednogłośna)                       | 3     | 5:00 | UAE Warriors 30                                     | 02.07.2022 | Abu Zabi      |                                                                  |
| Przegrana | 6-3    | Maciej Kazieczko (7-2)           | TKO (ciosy w parterze)                      | 2     | 1:29 | KSW 69: Przybysz vs. Martins                        | 23.04.2022 | Warszawa      | Debiut w KSW.                                                    |
| Wygrana   | 6-2    | Mihail Nica (9-1)                | KO (lewy hak)                               | 1     | 1:02 | Arena Goliath MMA 2                                 | 25.03.2022 | Marsylia      |                                                                  |
| Wygrana   | 5-2    | Steve Endom Bikim (2-0)          | Dyskwalfikacja (wyłupywanie oka)            | 2     | 1:20 | UAE Warriors 25: Africa 1                           | 25.02.2022 | Abu Zabi      |                                                                  |
| Wygrana   | 4-2    | James Dixon (2-1)                | Poddanie (duszenie gilotynowe)              | 3     | 2:47 | Golden Ticket Fight Promotions: GTFP Fight Night 17 | 05.12.2021 | Wolverhampton | Co-Main Event                                                    |
| Wygrana   | 3-2    | Emeric Rouillé (3-1)             | Poddanie                                    | 1     | N/A  | FFA Challenge 2                                     | 10.07.2021 | Maurepas      | Main Event                                                       |
| Przegrana | 2-2    | Mehdi Dakajew (5-0)              | Poddanie (dźwignia prosta na staw łokciowy) | 2     | 2:47 | Nice Fight Night 5                                  | 26.03.2016 | Nicea         |                                                                  |
| Przegrana | 2-1    | Benjamin Baudrier (7-4)          | Decyzja (jednogłośna)                       | 3     | 5:00 | Gala du Phénix 7                                    | 13.06.2015 | Trets         |                                                                  |
| Wygrana   | 2-0    | Said Benzora (2-2-1)             | Decyzja (jednogłośna)                       | 3     | 5:00 | Gala du Phenix 6                                    | 07.06.2014 | Trets         |                                                                  |
| Wygrana   | 1-0    | Ignacio Capella (0-0)            | Poddanie (duszenie zza pleców)              | 1     | N/A  | Honneur et Gloire: Honor and Glory Fight Night 3    | 17.05.2014 | Béziers       |                                                                  |